# 福田武隼
福田 武隼（ふくだ たけとし、1942年（昭和17年）3月11日 - 2016年（平成28年）9月16日）は、日本の政治家。医師。栃木県真岡市長（2期）。

## 来歴
東京府東京市板橋区生まれ。栃木県立真岡高等学校、千葉大学医学部卒。1975年に真岡市に福田胃腸科医院を開院。翌年、真岡胃腸病院と名称を変更。1989年に福田記念病院と改称した。2001年に真岡市長に当選。2005年に再選。2009年に退任した。2013年、旭日双光章を受章。2016年死去。叙従五位。